# Hakea pedunculata
Hakea pedunculata är en tvåhjärtbladig växtart som beskrevs av F. Müll.. Hakea pedunculata ingår i släktet Hakea och familjen Proteaceae. Inga underarter finns listade i Catalogue of Life.